# 広島小1女児殺害事件
広島小1女児殺害事件（ひろしましょういちじょじさつがいじけん）とは、2005年（平成17年）11月に広島県広島市安芸区矢野西で帰宅途中の女子児童がペルー人の男によって強制わいせつの上、殺害された事件。この事件は裁判員裁判のモデルケースとされ、公判前整理手続が行われた結果、従来に比べて短い期間で判決が下されたことで公判における証拠調べのあり方について問われることとなった。また、女子児童の遺族が各種報道機関に対して実名報道や性犯罪の詳細を報道するように要請したことが性犯罪被害者や犯罪被害者支援団体から大きな反響を呼んだ。

## 状況
2005年11月22日午後、下校途中の女子児童（当時7歳）が学校を出てから行方不明となり、同日15時頃に空き地に放置されていた段ボール箱の中から遺体となって発見された。
発見時、女子児童は制服姿でしゃがみ込むような姿勢で段ボール箱に無理やり押し込められており、粘着テープで梱包されていた。また、目立った外傷は見当たらなかった。
この日は来春に入学する児童の就学前検診のために午前で授業が終わり、12時30分頃に下校していた。普段は一緒に下校している友達が早退していたため、女子児童は一人で下校していた。

## 捜査
広島県警察は殺人事件と断定して広島県海田警察署に捜査本部を設置。捜査員約200人態勢で通学路周辺の捜索や周辺人物の聞き込みなどの捜査を開始した。また、下校当時に女子児童が着ていた制服などをイラストにして公開し、情報提供を呼びかけた。
司法解剖の結果、死因は絞殺による窒息死で、推定死亡時刻は13時から14時と判明した。登下校時に身につけていたランドセルが失くなっていたが、遺棄現場から北東約300メートルの植え込みで紙製ごみ袋に入れた状態で見つかった。また、ランドセルにつけていた防犯ブザーも奪われていた。
遺留品などを調べたところ、段ボール箱を梱包していた粘着テープから指紋が検出されたため、犯人のものと見て調査を開始した。また、女子児童の制服から犯人のものと見られる汗が検出されたため、汗をDNA型鑑定すると同時に前歴者との照合を開始した。
その後の捜査により、遺体が入れられていた段ボール箱から東広島市のホームセンターで売られていたガスコンロを購入した顧客が割り出された。これを受けて11月29日夜、捜査本部は事件現場の近所に住んでいた自称・ペルー人の男X（当時30歳と自称していたが、後に33歳であることが判明）を指名手配した。
2005年11月30日、捜査本部はXを三重県鈴鹿市内の親族宅で殺人と死体遺棄容疑で逮捕した。また、DNA型鑑定の結果、女子児童の制服に付着していた汗とXのDNAが一致した。
Xはペルー国内でも未成年者に対する3件以上の婦女暴行をしたとして指名手配されていたため、本名を偽って就労ビザを不正取得したうえで2004年4月に日本に渡航していたことが判明した。Xは当初は三重県に在住し、2005年夏頃に広島県に引っ越していた。母国には女子児童と同じくらいの年齢の子供を残してきていた。
逮捕当初，Xは容疑について「覚えがない」「知らない」などと全面的に否認していたが、翌日には「アパート2階の自室に上る階段の上り口近くで殺害した」と一転して容疑を認めた。その上で「女の子に謝りたい。反省している。両親におわびしたい。殺すつもりはなかった。悪魔が入ってきた」とも述べた。また、偽造パスポートを利用して日本に入国をした理由については「本名ではパスポートをとれなかった」と説明した。
2005年12月13日、広島簡裁（渡部寿夫裁判官）は弁護側が勾留理由開示請求をしたため、同日出廷したXに対して「事件は重罪で、単身で来日して現在は無職であるなど生活状況からみて逃走の疑いがあり、犯行の経緯や動機、状況から見ると罪証を隠滅する恐れを疑う相当の理由がある」と勾留理由を開示した。
2005年12月21日、広島地検はXを殺人・死体遺棄・強制わいせつ致死の罪で起訴した。
事件後、殺害現場である被告人Xが住んでいたアパートは、取り壊され駐車場となった。

## 反響

### 学校
女子児童が通学していた矢野西小学校では保護者集会が非公開で開かれ、学校側が本事件の概要を説明した後、広島県警察から今後のパトロール強化や通学路への警察官の配置などについて説明した。今後の対応として、事件前までは週に数回、保護者らが交代で通学路に立って登下校を見守ってきたが、事件後の最初の登校日となる11月24日は教職員と保護者らが登下校時とに同行することを決めた。

### 広島県
広島県と広島県警察は緊急通報や防犯カメラなどの機能を併せ持つ「スーパー防犯灯」を2006年度に導入するにあたって、設置箇所などの検討を開始した。設置箇所は主に通学路や公園など子どもがよく利用する場所を想定しており、再犯防止とともに街頭の防犯設備の充実を達成できるとしている。

### ペルー政府
Xの逮捕を受けて在東京ペルー総領事館は、Xの写真と指紋の提供を求めるために領事を広島県に向かわせた。また、ペルー外務省はXが偽名で不法入国した可能性を認めた上で、女子児童の遺族に対して「政府と国民を代表して深いお悔やみを申し上げる」と弔意を表した。

## 事件当時の報道

### 実名報道の是非
当初、女子児童は実名報道されていたが、性的暴行を受けた事が判明したため、各種報道機関は遺族の感情を考慮するという名目の下、実名報道を取りやめた。しかし、その後、遺族が氏名報道を行うこと、性犯罪が行われた事実を報道することを各種報道機関に要請したため、実名報道及び性犯罪に関する報道も復活する形となった。

## 裁判

### 第一審・広島地裁
公判前整理手続が行われ、争点は殺意の有無と女子児童を死亡させた方法、わいせつ目的の有無、殺害場所、刑事責任能力の有無に絞られた。
2006年5月15日、広島地裁（岩倉広修裁判長）で初公判が開かれ、Xは罪状認否で「（殺す）意思を抱いたことはありません」と述べて起訴事実の一部を否認した。
冒頭陳述で検察官はXの犯行状況について詳細に説明。 それによると、Xは事件当日の12時50分頃、自宅アパートの前の道路を1人で歩いていた女子児童にスペイン語で「hola（こんにちは）」と挨拶し、日本語で「あなた、お名前は」と話しかけながら携帯電話の画面を見せて気を引き、隙を見て女子児童をアパート2階の自室に連れ込んだ。さらに、13時40分までの間に女子児童に対して陰部及び肛門に指を挿入し、弄ぶなどのわいせつ行為をした上で絞殺した。殺害後、女子児童の遺体を自室にあったガスコンロの段ボール箱に入れ、自転車の荷台に載せて近くの空き地に運んで放置した、などと述べた。一方、弁護人は「心神喪失状態で刑事責任能力はなかった」として殺人罪などについて無罪を主張した。
2006年6月9日、論告求刑公判が開かれ、検察官は「矯正は不可能で再犯は防げない。遺族の処罰感情は峻烈で社会的影響もきわめて重大」としてXに死刑を求刑した。同日の最終弁論で弁護人は、Xが「この子を殺せ」という悪魔からの声を聞いたことで、自分の精神を支配された状態だったとして改めて殺意を否定した。また、わいせつ目的についても「わいせつ行為をしたのは死亡後で、強制わいせつ致死罪は成立しない」として無罪を主張して結審した。
2006年7月4日、広島地裁（岩倉広修裁判長）で判決公判が開かれ、裁判長は「児童を陵辱したあげく尊い命を奪った冷酷非情な犯行で社会にも多大な影響を与えたが、被害者は1人であり、計画性はなく、前科も立証されていない」としてXに無期懲役の判決を言い渡した。
判決ではわいせつ行為を生前に行ったこと、「悪魔」は罪を逃れるための言い訳であり「責任能力はある」と認められた。一連の犯行については「動機・経緯は卑劣かつ冷酷で、何ら酌むべき点はない」「犯行態様は残忍」「被害児童の尊い人命が奪われ、遺族の悲しみや社会に与えた影響も甚大で、結果は重大」「罪質・動機・犯行態様・結果の重大性・遺族の処罰感情・社会的影響・犯行後の行動からは永山判決が示す死刑の適用基準を満たしていると考えてもあながち不当とは言えない」などとXを厳しく非難した。一方で、「殺害人数が1人である」「犯行に計画性がない可能性がある」「被告人が過去ペルー国内において犯した犯罪について指名手配中であったが無罪推定の原則上前科が証明できない」などとも述べた。7月14日までに広島地検と弁護人の双方が判決を不服として控訴した。

### 控訴審・判決破棄差戻し
控訴審を前にして女子児童の父親はXに死刑判決を求める7022人分の署名を広島高検に提出した。
2007年11月8日、広島高裁（楢崎康英裁判長）で控訴審初公判が開かれ、検察官は「一審判決は著しく軽く不当。再犯の可能性も高く、極刑で臨むしかない」として死刑の適用を求めた。また、Xのペルーでの前歴に関する捜査資料について「犯罪性向の深さや、矯正改善の困難さなどを判断する上で重要な意義がある」として証拠請求した。一方、弁護人は一審判決が認定した殺意などを否定した上で「（一審）判決は重すぎ。有期懲役が選択されるべき」と主張した。
2008年1月29日、証人尋問が行われ、弁護側が独自に鑑定を依頼した法医学者は「手による可能性を完全に否定するわけではないが、ひも状のもので絞められた可能性も高い」として一審が証拠採用した検察側の法医鑑定書について疑問を呈した。同日の公判で広島高裁は弁護側が提出した法医鑑定書を証拠採用した。
2008年3月11日、被告人質問が行われ、Xは「事件当時、悪魔に支配されていた」と回答した他、女子児童に対するわいせつ行為について「そのような意図はなかった」と述べた。一方、ペルーでの前歴2件について質問が及ぶとXは黙秘した。
2008年5月20日、広島高裁は検察官が請求したXのペルーでの前科に関する捜査資料について、検察官が請求した全31通のうち、1992年から1993年にかけて女児2人に性的暴行を加えた事件に関する捜査資料計6通を証拠採用した。同日の公判で女子児童の父親は、意見陳述で「人間の心が全く感じられない。今でも極刑を望みます」と訴えてXに死刑を求めた。
2008年7月31日、最終弁論で検察官は「7歳の女児に対し、性的欲求を満たすために殺害してわいせつ行為に及び、死体を捨てた事件」と犯行態様の悪質性を強調した上で改めて死刑の適用を求めた。また、Xの公判での言動についても「控訴審での言動も精神の異常性を窺わせるものはない」として完全責任能力があったと主張した。一方、弁護人は、Xの公判の言動について「事件当時から統合失調症か、類似の精神疾患だった可能性がある」としてXは事件当時、心神喪失状態だったと述べ、殺人罪と強制わいせつ致死罪について無罪を主張して控訴審が結審した。
2008年12月9日、広島高裁（楢崎康英裁判長）で控訴審判決公判が開かれ、被告人の検察官面前調書において、犯行場所についての供述を含んだ取り調べがされていなかったことは違法であるとして、第一審判決を破棄し審理を広島地裁へ差し戻した。スピード裁判で十分な審理が行われなかったことに触れ、前科について破棄した事について「賛同することはできない」とした。
この判決に対し、広島高検は「適法な上告理由がなかった」として12月22日までに上告を断念した。一方、弁護人は「控訴審判決のすべてが不服だ」として上告した。

### 上告審・高裁差戻し
2009年2月10日、最高裁第二小法廷（古田佑紀裁判長）は弁護人の上告を受理した。その後、最高裁第二小法廷は口頭弁論期日を同年9月11日に指定した。
2009年9月11日、最高裁第二小法廷（古田佑紀裁判長）で口頭弁論が開かれ、弁護側は「裁判所が調書を中心とした『精密司法』を維持するのか、法廷での言葉を中心とする公判中心主義を徹底した『核心司法』へ転換するのかが問われている」と述べて控訴審の判断は誤りだと主張した。一方、検察側は「公判前整理手続きは、供述調書の取り調べを制限する趣旨ではない」として控訴審判決の維持を求めて結審した。その後、最高裁第二小法廷は判決期日を同年10月16日に指定した。
2009年10月16日、最高裁第二小法廷（古田佑紀裁判長）は控訴審判決を破棄、審理を広島高裁に差し戻した。その理由は、検察官が第一審で取調べを請求したXの検察官面前調書の立証趣旨はXの弁解状況、殺意の存在及び被告人の責任能力とされ、犯行場所については立証趣旨とされていなかった。そのような中で、第一審で被告人質問の内容から犯行場所に関する供述内容が記載されていると推測し、弁護人に具体的な任意性を争う点を釈明させ、検察に任意性立証の機会を与える義務まではないとして否定した。さらに、検察官は控訴審においてこの点について特に解明する必要がないと態度をとっていた。したがって、第一審において釈明義務を認め、検察官に対し任意性立証の機会を与えなかったことが審理不尽として違法であるとし、当事者の主張もないのに、前記審理不尽を認めた判決は違法であるとした。

### 差し戻し控訴審・広島高裁
2010年4月8日、広島高裁（竹田隆裁判長）で差し戻し控訴審初公判が開かれ、検察官は「わいせつ目的で少女を殺害した比類なき悪質な犯行。更生の意欲も認められず極刑はやむを得ない」として改めて死刑が相当と主張した。一方、弁護人は精神鑑定と情状鑑定を請求した他、改めて殺人罪と強制わいせつ致死罪について無罪を主張した。
2010年4月14日、広島高裁は弁護人が請求した精神鑑定と情状鑑定について「必要性がない」として却下した。弁護人は異議申し立てをしたが、広島高裁は弁護人の申し立てを棄却した。
2010年6月1日、検察官は「被告の矯正は困難。遺族の処罰感情も厳しく、被害者が1人でも極刑はやむを得ない」として改めて死刑の適用を求めた。一方、弁護人は事件当時、Xは心神喪失状態だったと主張し、無期懲役からの減軽を求めて結審した。
2010年7月28日、広島高裁（竹田隆裁判長）で差し戻し控訴審判決公判が開かれ、一審・広島地裁の無期懲役判決を支持し、検察側・弁護側双方の控訴を棄却した。
判決では、Xが首を絞めて窒息死させた犯行態様から「確定的な殺意があったと十分に推認できる」と認定し、弁護側の強制わいせつ致死について無罪を求めた主張を退けた。また、わいせつ目的についても「被害児童のパンツから検出されたDNA型とXのDNA型が一致したことや、第一審でXが『犯行当時に自慰をした』といった供述から、わいせつ目的があったと推認できる」と認定した。さらに犯行当時の刑事責任能力についても「第一審の公判中に奇声を発するなどの奇行はあったが、日常生活で精神障害を窺わせる兆候は見られず、刑事責任能力に問題はなかった」と認定した。
一方、差し戻し前の控訴審で検察側が提出し、証拠採用されたXのペルーでの性犯罪歴に関する資料については「前歴の存在を十分な検討をすることもなく、刑事手続上の書面だけで認定することはできず、日本の前歴と同じ評価はできない」として量刑判断には用いなかった。その上で「犯行の計画性は認められず、証拠上、考慮すべき前科は存在しない」と判断した。
以上を踏まえて量刑について、福山市独居老婦人殺害事件と三島女子短大生焼殺事件の最高裁判例を引き合いに出しながら「反省の態度は到底十分とは言えないものの、矯正不可能な程度の反社会性、犯罪性があるとは裏付けられず、計画性及び前科の点を踏まえて無期懲役とした第一審判決は不当とはいえない」と結論付けた。
この判決に対し、検察側は遺族が上告を要請していた点も考慮して最高裁への上告を検討したものの「判決内容を検討したが、適切な上告理由を見いだすことができなかった」として上告を断念した。また弁護側も「まっとうな判断」と差し戻し審の判決を評価して上告しなかったため、上告期限を迎えた8月12日午前0時をもって、Xの無期懲役の判決が確定した。

## その他
本事件の被害者は1年生の1学期まで千葉県船橋市の小学校に通っていたが、自衛隊員である父親の転勤により2005年夏に転居後、2学期から事件が起きた広島県広島市安芸区の矢野西小学校に通っていた。
Xが逮捕された5日後である12月5日に本事件と、同年12月に発生した栃木小1女児殺害事件による子どもの安全対策を問われた事に触れ、和歌山市市長の大橋建一が「広島もかなり郊外ですし、栃木の今市もイマイチのまちであります。そういうところで事件が相次いで起こる。我々のまちも全くひとごとではない」と発言した。大橋は、同年12月6日の本会議で発言を取り消した上「不用意な、配慮を欠いた発言だった」として謝罪した。
2011年3月18日、矢野西小学校で同級生の卒業式が開かれ、式典終了後に女子児童の卒業証書が母親に手渡された。なお、父親は陸上自衛隊の一員として東日本大震災の災害派遣に同行したため、卒業式を欠席している。

### 刑事裁判の判決文
- 広島地方裁判所刑事第2部判決 2006年(平成18年）7月4日 裁判所ウェブサイト掲載判例、平成17年（わ）第1355号、平成18年（わ）第254号「日本に不法入国し，そのまま不法滞在を続けていたペルー国籍の被告人が，通りすがりの小学１年生の女児にわいせつ行為をした上，同女を殺害し，その死体を遺棄したという事件につき，死刑が求刑され，無期懲役の判決が出された事案。」。
  - 裁判官：岩倉広修（裁判長）・甲斐野正行・中井優美子
  - 判決内容：無期懲役（求刑・死刑／検察・被告側とも控訴）
- 広島高等裁判所第1部判決 2008年(平成20年）12月9日 裁判所ウェブサイト掲載判例、平成18年（う）第180号「わいせつ目的で女児を殺害し，その死体を遺棄したという強制わいせつ致死，殺人，死体遺棄等被告事件について，犯行場所を確定するために検察官調書を取り調べる必要性が高いにもかかわらず，検察官から証拠調請求のあった被告人の警察官調書１通及び検察官調書１０通の全部について，その請求を却下した原審の訴訟手続には，判決に影響を及ぼすことが明らかな法令違反があるとして，原判決を破棄し，原裁判所に差し戻した事例」。
  - 裁判官：楢崎康英（裁判長）・森脇淳一・友重雅裕
  - 判決内容：一審破棄・広島地方裁判所へ差し戻し（被告側は上告）
- 広島高等裁判所第1部判決 2010年（平成22年）7月28日 裁判所ウェブサイト掲載判例、平成21年（う）第202号「本件について，差戻後の審理をするに至った経緯を踏まえ，当審では差戻前控訴審の弁論終結時までの審理を前提に審理を行い，(1)弁護人及び検察官の訴訟手続の法令違反の各主張については，理由がなく，主張も採用できない（ただし，被告人のペルー共和国当時の前歴関係については，差戻前控訴審が一部証拠採用しているが，当審では心証形成の資料にはしない。），(2)弁護人の事実誤認の各主張については，理由がない，(3)弁護人の法令適用の誤りの主張については，誤りはない，としてそれぞれ退けた上で，検察官及び弁護人の量刑不当の各主張については，各所論を踏まえて検討しても，被告人を無期懲役に処した第一審判決の量刑は相当であり，その量刑が軽過ぎて不当であるといえないとともに，これが重過ぎて不当であるともいえないとして，双方の控訴をいずれも棄却した事案」。
  - 裁判官：竹田隆（裁判長）・野原利幸・結城剛行
  - 判決内容：検察側・被告側双方の控訴棄却（無期懲役判決支持／検察・被告側とも上告せず確定）